# Garby (powiat średzki)
Garby – wieś w Polsce położona w województwie wielkopolskim, w powiecie średzkim, w gminie Krzykosy.
Od 2000 roku odbywa się cyklicznie pod koniec lata zlot VW Garbusów.
Wieś duchowna, własność opata benedyktynów w Lubiniu pod koniec XVI wieku leżała w powiecie pyzdrskim województwa kaliskiego. W latach 1975–1998 miejscowość należała administracyjnie do województwa poznańskiego.

## Znane osoby
- Michał Bobrzyński